# Erika Szabó
Pour les articles homonymes, voir Szabó.
Erika Szabó (née le 4 novembre 1974) est une footballeuse hongroise.
Szabó a joué au Viktória Football Club Szombathely dans les années 1990 et au début des années 2000. En 1999, elle a été sélectionnée pour la première fois en équipe nationale, avec laquelle elle a disputé deux matchs internationaux.
Plus tard, elle a travaillé comme entraîneur de jeunes.